# Pachorhopala tambachensis
Pachorhopala tambachensis – gatunek chrząszcza z rodziny kusakowatych i podrodziny rydzenic.
Gatunek ten opisał po raz pierwszy w 1996 roku Roberto Pace na łamach „Revue suisse de Zoologie”. Jako lokalizację typową wskazano Tambach we wschodnich okolicach Eldoretu w Kenii.
Chrząszcz o błyszczącym, wydłużonym w zarysie ciele długości 4,1 mm. Głowa jest rudobrązowa, wyraźnie punktowana, pozbawiona siateczkowania. Czułki mają wszystkie człony rudożółte. Trzeci człon jest tak szeroki jak długi. Rudobrązowe przedplecze jest niesiateczkowane i niewyraźnie, płytko punktowane. Brązowe pokrywy mają wyraźne punktowanie i pozbawione są siateczkowania. Kolor odnóży jest rudożółty. Odwłok jest brązowy, pozbawiony siateczkowania. Genitalia samca różnią się od tych u podobnego P. kayovensis słabiej rozbudowanym edeagusem z uzbrojeniem woreczka wewnętrznego wykształconym w postaci szerokiego, ściętego na szczycie sztylecika.
Owad afrotropikalny, znany wyłącznie z Kenii. Spotkany na rzędnych 2000 m n.p.m.